# 松比西沃巴西亞國家公園
22°50′S 44°41′E / 22.833°S 44.683°E

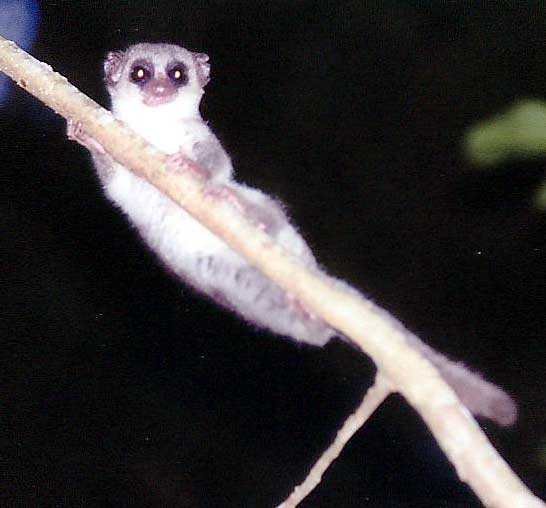

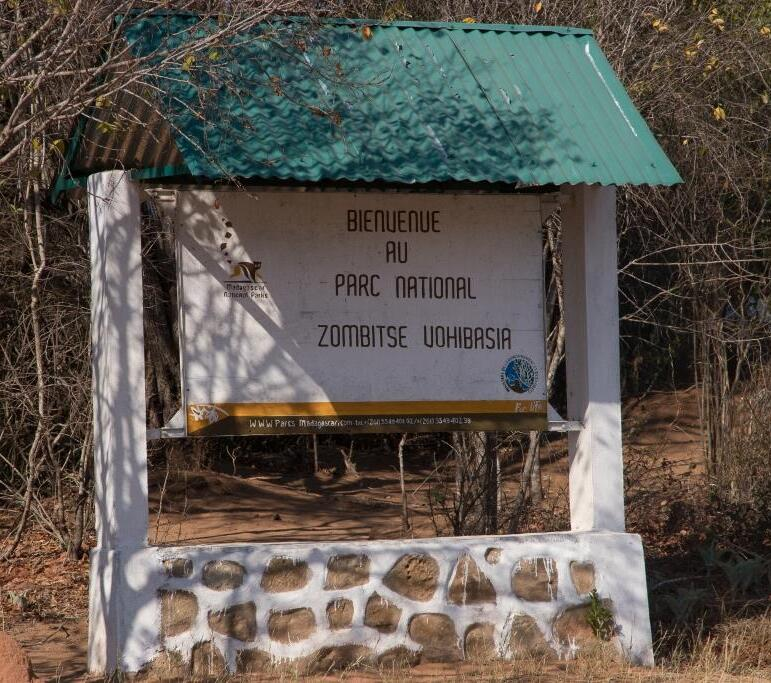

松比西沃巴西亞國家公園是馬達加斯加的國家公園，位於該國西南部阿齊莫-安德列發那區，面積363平方公里，距離圖利亞拉147公里。